# Charles Osborne
Charles Osborne (1894 – 1 de maig de 1991) singlotà continuadament durant 68 anys (1922-1990). Osborne, d'Anthon, Iowa, Estats Units d'Amèrica, ingressà al Llibre Guinness de Rècords com l'home amb l'atac de singlot més llarg.